# Saint-Rémy (Côte-d'Or)
Saint-Rémy é uma comuna francesa na região administrativa da Borgonha-Franco-Condado, no departamento de Côte-d'Or. Estende-se por uma área de 13,82 km². Em 2010 a comuna tinha 708 habitantes (densidade: 51,2 hab./km²).